# Dermatite
Per dermatite si intende una patologia che riguarda la pelle.
Il termine proviene dal greco δέρμα, δέρματος (da cui il prefisso "derm-" a indicare tutto ciò che riguarda la pelle) e -ite, suffisso che, sempre in greco, indica "infiammazione".
Essa consiste in una reazione infiammatoria (immunitaria) della pelle, e si manifesta come un'irritazione. La dermatite può avere cause assai diverse:
- chimiche (causata da diluenti o detersivi);
- fisiche (come le ustioni)
- microbiche (virale, batterica, protozoica, micotica)
- parassitarie (come la rogna, causata da parassiti della pelle)

Alternativamente, può essere conseguenza di una malattia della pelle, con cause:
- allergiche (iperreattività di mastcellule del sistema immunitario) come per la dermatite atopica, o neurodermite;
- autoimmunitario (reazione immunitaria verso processi endogeni) come per la psoriasi.

Spesso le dermatiti si acutizzano in situazioni di stress: si pensa che gli ormoni dello stress stimolino ulteriormente la risposta immunitaria all'irritazione. In ogni caso è bene sottolineare come in nessun caso lo stress è la causa di patologia. Lo stress è quindi un fattore scatenante che non avrebbe alcun effetto se alla base non fosse presente una componente genetica alterata.
Se si tratta di una forma non contagiosa, si parla anche di eczema.

## Classificazione delle dermatiti
- ammoniacalis (di panni)[1]
- atopica
- atrophicans maculosa (anetodermia: dal greco ἄνετος floscio)
- Berloque (di luce)
- chronica atrophicans (acrodermatite cronica atrofica; raro in Lyme-Borreliosi)
- contusiformis (erithema nodosum: spesso in zoonosi)
- entomodermatosi, dermatiti da artropodi, dermatozoonosi
- exfoliativa generalisata (Wilson-Brocq; idiopatico, iatrogeno o sintomatico in reticulosi, leucemie)
- exfoliativa neonatorum (SSSS; stafilococchi)
- fitodermatosi
- fitofotodermatite (reazione "fototossica" a causa della fissazione di alcuni elementi fotosensibilizzanti, presenti in alcune piante)
- herpetiformis (During-Brocq; autoimmunitario)
- intertriginosa (in pieghe dermiche, spesso combinato con infezione secondaria micotica come p.es. candida albicans)
- lichenoides purpurica et pigmentosa (Gougerot-Blum; emorragico)
- periorale (probabilmente iatrogeno o di cosmetici)
- periorbitale (probabilmente iatrogeno di glucocorticoidi alogenati esterni)
- rosacea (periorale)
- seborroica (eczema seborroico)
- solare
- ulcerosa (pioderma gangrenoso, probabilmente autoimmunitario)